# بخش اطاقور
اُطاق‌وَر

شهر اطاقور یا اُتاقور از توابع شهرستان لنگرود در استان گیلان و در شمال ایران قرار دارد.    
صفحات رسمی شهر اطاقور✅ 
https://instagram.com/otaqvar
https://instagram.com/otaqvar1

## تقسیمات کشوری
- بخش اطاقور
  - دهستان اطاقور
  - دهستان لات لیل

شهر: اطاقور

## جمعیت
بنابر سرشماری مرکز آمار ایران، جمعیت بخش اطاقور شهرستان لنگرود در سال ۱۳۹۵ برابر با ۱٬۹۳۸ نفر بوده است.